# Helmut Richter (Linguist)

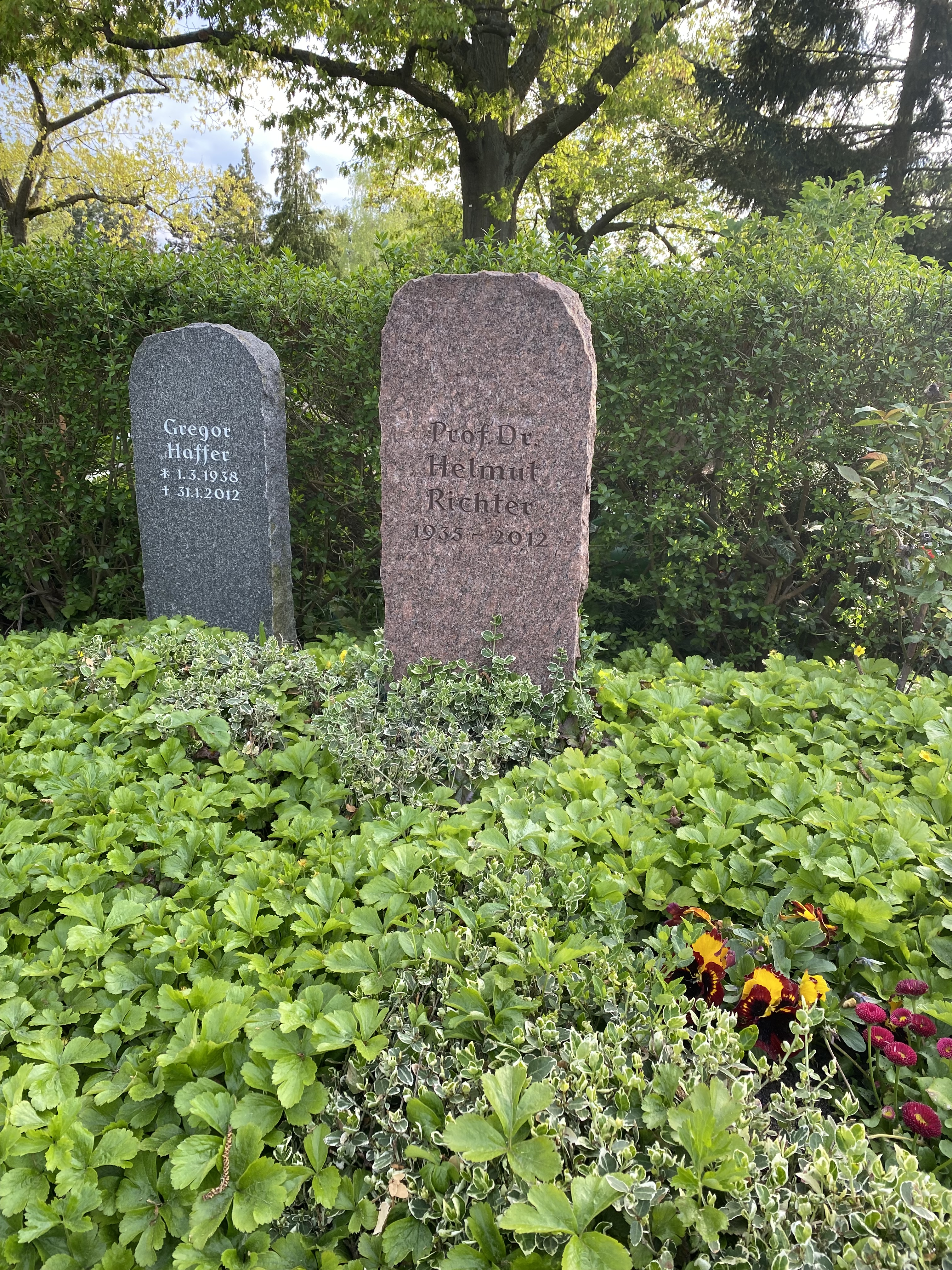
Grabstätte Helmut Richter

Helmut Richter (* 10. Februar 1935; † 13. Januar 2012) war ein deutscher Linguist.

## Leben
Er studierte Psychologie und Sprachpsychologie an der Humboldt-Universität zu Berlin. Nach der Promotion im Bereich Phonetik an der Universität Köln war er wissenschaftlicher Assistent an den Universitäten Münster und Bonn. Er wurde 1977 zum Professor der Linguistik an den damaligen Fachbereich Germanistik der FU Berlin berufen.
Helmut Richter verstarb im Alter von 76 Jahren und wurde auf dem Berliner Friedhof Zehlendorf (Feld 012) beigesetzt. 

## Schriften (Auswahl)
- Grundsätze und System der Transkription IPA (G). Tübingen 1973, ISBN 3-484-23009-6.
- mit Fred Weidmann: Semantisch bedingte Kommunikationskonflikte bei Gleichsprachigen. Hamburg 1975, ISBN 3-87118-179-X.
- mit H. Walter Schmitz (Hrsg.): Kommunikation – ein Schlüsselbegriff der Humanwissenschaften?. Münster 2003, ISBN 3-89323-655-4.